# Norberto Mulenessa Maurito
Norberto Mulenessa Maurito (Luanda, 24 de junio de 1981) es un futbolista angoleño que actualmente juega para el Atlético Petróleos Luanda en Luanda. Jugó la Copa Africana de Naciones de 2006 en la selección de fútbol de Angola.

## Goles con selección nacional
| No | Fecha     | Sede                                             | Rival     | Marcador | Resultado | Torneo                                                  |
| -- | --------- | ------------------------------------------------ | --------- | -------- | --------- | ------------------------------------------------------- |
| 1. | 31-3-2004 | Prince Moulay Abdellah Stadium, Rabat, Marruecos | Marruecos | 1–3      | 1–3       | Amistoso                                                |
| 2. | 23-5-2004 | Stade des Martyrs, Kinshasa, RD Congo            | 2003      | 3–1      | 3–1       | Amistoso                                                |
| 3. | 29-1-2006 | Cairo International Stadium, El Cairo, Egipto    | Togo      | 3–2      | 3–2       | Copa Africana de Naciones 2006                          |
| 4. | 2-6-2007  | Cicero Stadium, Asmara, Eritrea                  | Eritrea   | 1–1      | 1–1       | Clasificación para la Copa Africana de Naciones de 2008 |